# Куцівка (Кропивницький район)
Ку́цівка — село в Україні, у Новгородківській селищній громаді Кропивницького району Кіровоградської області. Населення становить 630 осіб. Колишній центр Куцівської сільської ради.

## Населення
Згідно з переписом УРСР 1989 року чисельність наявного населення села становила 775 осіб, з яких 350 чоловіків та 425 жінок.
За переписом населення України 2001 року в селі мешкали 633 особи.

### Мова
Розподіл населення за рідною мовою за даними перепису 2001 року:
| Мова       | Відсоток |
| ---------- | -------- |
| українська | 96,35 %  |
| російська  | 3,49 %   |
| угорська   | 0,16 %   |